# Чубукаран (Шаровська сільська рада)
Чубукара́н (рос. Чубукаран, башк. Сыбыҡаран) — присілок у складі Белебеївського району Башкортостану, Росія. Входить до складу Шаровської сільської ради.
Населення — 104 особи (2010; 161 в 2002).
Національний склад:
- чуваші — 36 %
- росіяни — 33 %